# 4016 Sambre
A 4016 Sambre (ideiglenes jelöléssel 1979 XK) a Naprendszer kisbolygóövében található aszteroida. Henri Debehogne fedezte fel 1979. december 15-én.